# Makes No Difference
Makes No Difference è il primo singolo estratto dall'EP Half Hour of Power della band canadese Sum 41, pubblicato il 12 giugno 2000.

## Video musicale
Il video musicale inizia con i genitori di due fratelli che partono, lasciandoli a casa da soli. I ragazzi ne approfittano per organizzare una festa, con i Sum 41 mentre eseguono il brano. Durante il video avvengono degli imprevisti, ad esempio quando qualcuno inizia a lanciarsi pezzi d'anguria, a bagnare i partecipanti alla festa, oppure quando un ragazzo entra con la macchina dentro la casa, sfasciando i vetri delle finestre. Il video termina con l'arrivo della polizia, che mette fine alla festa.

## Utilizzo nei media
- È presente una cover di Vinn Lombardo nel videogioco per Nintendo DS Elite Beat Agents.
- La canzone è presente nella colonna sonora del film Dragon Ball Z: Le origini del mito.
- Compare anche nei videogiochi NHL 2002 e Dave Mirra Freestyle BMX 2.

## Formazione
- Deryck Whibley – voce, chitarra ritmica
- Dave Baksh – chitarra solista, voce secondaria
- Jason McCaslin – basso, voce secondaria
- Steve Jocz – batteria

## Classifiche
| Classifica (2000)         | Posizione |
| ------------------------- | --------- |
| Canada (alternative/rock) | 29        |
| Stati Uniti (alternative) | 32        |